# Tomás Muro
Tomás Ramiro Muro (General Pinto, 5 maggio 2002) è un calciatore argentino, centrocampista dell'Orenburg.

## Caratteristiche tecniche
Gioca come centrocampista centrale.

## Carriera
Cresciuto nel settore giovanile del Gimnasia (LP), il 14 settembre 2020 ha firmato il suo primo contratto professionistico valido fino al 2023.
Ha debuttato in prima squadra il 17 febbraio 2022 nell'incontro di Copa de la Liga Profesional vinto 1-0 contro il San Lorenzo ed il 20 aprile ha rinnovato il contratto fino al 2024. Ha segnato il suo primo gol il 3 luglio 2022 decidendo la partita di Primera División vinta 1-0 contro il Defensa y Justicia.
Il 7 giugno 2023 è stato acquistato a titolo definitivo dall'Orenburg, club della prima divisione russa.

## Statistiche

### Presenze e reti nei club
Statistiche aggiornate al 3 febbraio 2024.
| Stagione        | Squadra         | Campionato      | Campionato | Campionato | Coppe nazionali | Coppe nazionali | Coppe nazionali | Coppe continentali | Coppe continentali | Coppe continentali | Altre coppe | Altre coppe | Altre coppe | Totale | Totale | Totale |
| Stagione        | Squadra         | Comp            | Pres       | Reti       | Comp            | Pres            | Reti            | Comp               | Pres               | Reti               | Comp        | Pres        | Reti        | Pres   | Reti   |        |
| --------------- | --------------- | --------------- | ---------- | ---------- | --------------- | --------------- | --------------- | ------------------ | ------------------ | ------------------ | ----------- | ----------- | ----------- | ------ | ------ | ------ |
| 2022            | Gimnasia (LP)   | PD              | 16         | 2          | CA+CdL          | 2+7             | 0               |                    | -                  | -                  |             | -           | -           | 25     | 2      |        |
| 2023            | Gimnasia (LP)   | PD              | 9          | 0          | CA              | 0               | 0               | CS                 | 4                  | 0                  |             | -           | -           | 13     | 0      |        |
| 2023-2024       | Orenburg        | PL              | 0          | 0          | CR              | 2               | 0               |                    | -                  | -                  |             | -           | -           | 2      | 0      |        |
| Totale carriera | Totale carriera | Totale carriera | 25         | 2          |                 | 11              | 0               |                    | 4                  | 0                  |             | -           | -           | 40     | 2      |        |